# Victor Kullberg
Victor Kullberg, född 13 augusti 1824 i Visby, död 7 juli 1890, var en svensk urmakare. Han är känd för sina kronometrar, en tillverkning som fortsatte under firmanamnet "Victor Kullberg" fram till andra världskrigets slut (på sluttampen handlade det om reparationer fram till 1947).

## Biografi
Vid sexton års ålder antogs Kullberg i lära hos urmakaren Victor Söderberg, en skicklig kronometerfabrikant i Visby, Sveriges första kronometermakare. När Söderberg flyttade sin rörelse till Stockholm så följde Kullberg med. 
Hösten 1849 begav sig Kullberg till Köpenhamn, där han fick anställning hos den berömde danska urmakarfirman Urban Jürgensen & Sønner. Ett år senare reste Kullberg till London, den ort där de bästa kronometrarna tillverkades, där fartygen kom och gick, kort sagt den plats man bäst och lättast etablerade sig inom kronometervärlden – och där The Great Exhibition, den första världsutställningen, gick av stapeln 1851 i "prins Alberts regi". 
I Stockholm ordnades sommaren 1851 en stor konstindustriutställning i en träbyggnad på Brunkebergstorg för alla som inte hade råd eller möjlighet fara till London, redovisat i Aftonbladet som en följetong. Svenska slöjdföreningen regisserade utställningen, urmakarfabrikören G. W. Linderoth var en av de drivande. 
I London arbetade sedan Victor Kullberg med kronometergångar för så väl större marinkronometrar som mindre verk för fickur och däckskronometrar. Han utvecklade flera speciella kompensationsbalanser för kronometrar som skulle reducera en temperaturberoende gångavvikelse kallad det sekundära felet. Han utmärkte sig i skicklighet, och kunde starta tillverkning i egen regi.
Victor Kullberg skapade också en ugn för att testa kronometrar i och ett nyckellöst fickur. Kullberg deltog i brittisk urfackpress med artiklar och var både besk och skarp, han ville inte bli emotsagd, berättas det. Han var också en av dem startade BHI, British Horological Institute, motsvarighet till Sveriges Urmakareförbund. 
Vid 1862 års världsutställning i London förklarades han för »den bäste utan jämförelse» efter att 1862 ha tagit både första och andra plats på de årliga kronometertävlingarna i Greenwich, något som blev den ännu rätt okände svenske entreprenörens och företagarens genombrott. Så länge tävlingarna sedan fortsatte – fram till 1914 – skulle Kullberg komma att dominera tävlingarna och tog nästan varje år något eller några av de högsta poängerna.
Firman Victor Kullberg togs över efter hans död 1890 av brorsonen Pehr Wennerström och engelske sonen William som – illegitim – bytt namn till Kullberg, men ändå rätt snart försvann ur firman – svenske illegitime sonen (naturlige sonen som uttrycket var) lämnades inte heller utan sina andelar. Pehr hade hunnit starta en verksamhet i USA men fick komma hem och ta över när Kullberg rätt oväntat dog och firman stod inför planeringen av utställningen i Paris.   
1896 införskaffade Salomon August Andrée två tidsinstrument i fickursformat för sin ballongresa, som blev av året efter, 1897. Kronometrarna jämte de från Halda fickurfabrik i Svängsta återfanns på Vitön 1930 och finns sedan dess på Andréemuseet i Gränna. En kullbergare finns utställd på Marinmuseet i Karlskrona.
Victor Kullberg fortsatte att leva och verka i London fram till sin död 1890, men höll hela tiden kontakt med sina anförvanter i Sverige och verkar snarast varit en av deras fasta punkter. För svenska urmakare blev han en förebild och en högt skattad lärlingsplats. Kullberg ligger begraven på Highgate Cemetery (samma som Karl Marx), norr om 105, Liverpool Road, där han bodde och arbetade i samma hus, som var brukligt. 
Firman Kullberg tillverkade både tidsinstrument under eget namn och - som alla andra firmor - under andras namn, beroende på efterfrågan. Brittisk urindustri var en stor småhantverksindustri som sysselsatte en mängd olika hantverkare: spiralmakare, glasmakare, tavelmakare, bottenplattetillverkare, hjulmakare, gångmakare, reglörer, finishörer, låssmeder, schatullmakare, gångsjärnsmakare, fattare, visarmakare, finsnickare, springfolk till och från hamnarna med sina inkommande och avgående fartyg, balansmakare och en lång rad andra.
Tillverkning/service av kronometrar med namnet "Victor Kullberg" och med andra firmanamn fortsatte ända till andra världskrigets slut, i praktiken var det på slutet som tynande reparationsverkstad med ende innehavaren Sanfrid Lundquist (från Fägre, Västergötland) som ende innehavare och arbetare. 1947 dog firman med Sanfrid, som då var utbombad från Islington (brittiskt uttal som det skulle varit på svenska med hörbart "s") och bodde hos sin son, vi kan lätt föreställa oss "det berömda Kullbergs arbetsbänk" då i en garderob bokstavligen, servande väckarur till och med. Uppgången hade varit från ingenting i samband med Krimkriget 1853 (med marinen som stor beställare), nedgången till ingenting kom i samband med andra världskriget – efteråt fanns nya metoder att finna ut sin position till havs och behovet av mekaniska skeppskronometrar planade ut för att i princip försvinna, även om kraven fanns kvar på att något utöver elektroniska instrument skulle finnas.  
1962, hundra år efter genombrottet i Greenwich, utsåg Ingenjörsvetenskapsakademien, Victor Kullberg till minnesmedaljör. Stockholms urmakareämbete följde efter under Bernhard Wergemans ledning (hans far Bernhard J:son Wergeman hade varit verkmästare vid Halda och lärare vid Stockholms urmakarskola) och instiftade en prismedalj med Kullbergs bild på - urmakeriets Nobelpris brukar den kallas.